# Schistolobos boliviensis
Schistolobos boliviensis là loài chuồn chuồn trong họ Coenagrionidae. Loài này được Daigle mô tả khoa học đầu tiên năm 2007.